# Almoloni
Almoloni är en ort i Mexiko.   Den ligger i kommunen Tlatlauquitepec och delstaten Puebla, i den sydöstra delen av landet, 170 km öster om huvudstaden Mexico City. Almoloni ligger 2 138 meter över havet och antalet invånare är 310.
Terrängen runt Almoloni är lite bergig, och sluttar norrut. Runt Almoloni är det ganska tätbefolkat, med 134 invånare per kvadratkilometer. Närmaste större samhälle är Teziutlan, 17,4 km öster om Almoloni. I omgivningarna runt Almoloni växer huvudsakligen savannskog.